# Lauri Rauhala
Lauri Matias Rauhala, född 13 september 1914 i Sievi, död 5 april 2016 i Helsingfors, var en finländsk psykolog.
Rauhala blev filosofie doktor 1969. Han var verksam vid Åbo och Helsingfors universitet, vid det senare som biträdande professor i tillämpad psykologi (1976–1980). Han publicerade vetenskapsfilosofiska skrifter inom psykoterapins, psykosomatikens och psykologins områden.
I flera av sina verk lyfte Rauhala fram den ontologiska analysen som grund för människovetenskaperna. Enligt denna analys kan man särskilja tre nivåer i människan: en somatisk, en medveten och en situationell. Han har i decennier kämpat mot reduktionismen, för människans individuella värde. Bland annat lyfter han i verket Ihmisen ainutlaatuisuus (1998) fram människans särart både som individ och som art.
Rauhala erhöll professors titel 1997. 